# Tecnam P92
Die Tecnam P92 ist ein zweisitziges Ultraleichtflugzeug des italienischen Herstellers S.R.L. Costruzioni Aeronautiche Tecnam.

## Konstruktion
Die P92 ist ein zweisitziger Schulterdecker mit Monocoque Heck und einem Rumpf mit Aluminium auf Stahlrohren. Die Flügel bestehen aus Aluminium. Das Cockpit mit Doppelsteuerung ist mit konventionellen Instrumenten ausgerüstet. Als Motor für den Zweiblattpropeller kommt ein Rotax 912 mit 80 oder 100 PS zum Einsatz.

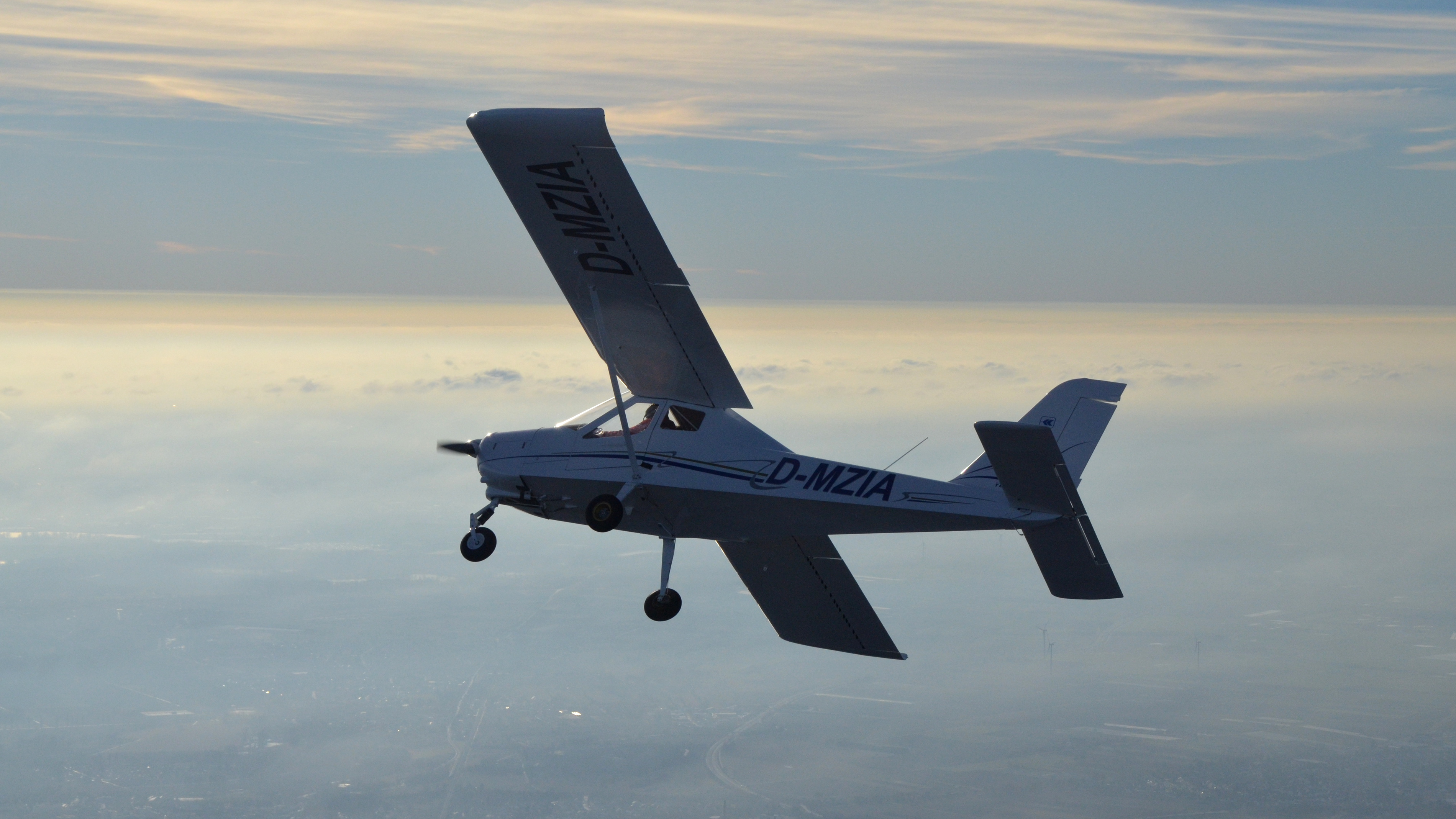
P-92 Echo Classic (D-MZIA)

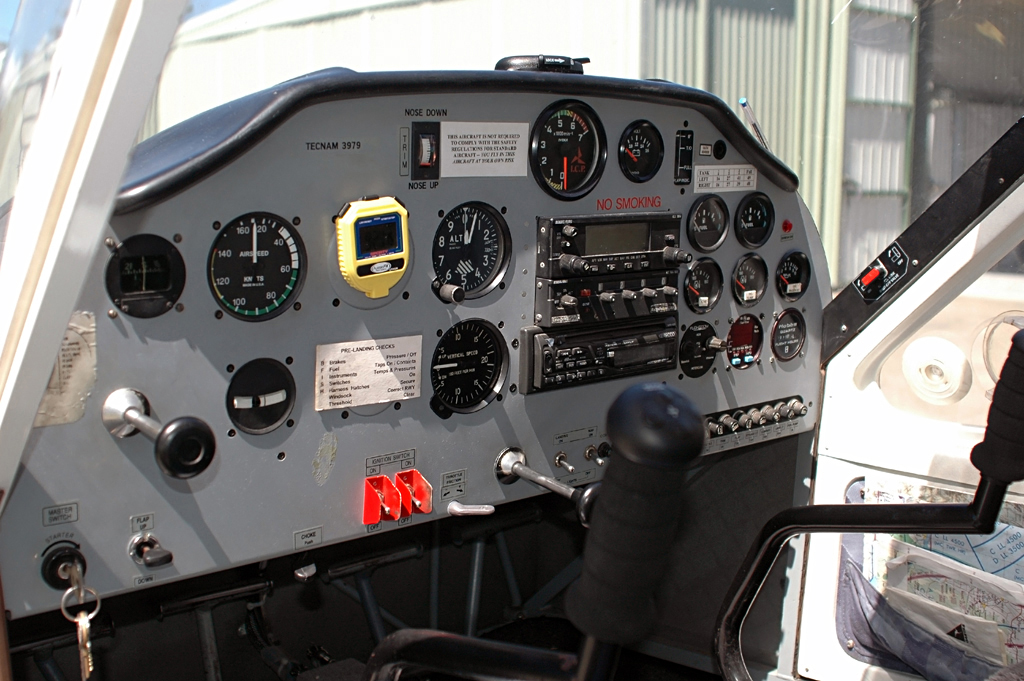
Cockpit einer Tecnam P92-S Echo

## Versionen
- P92 Echo: Erhältlich mit 80 PS oder 100 PS Rotax 912 Motor.
- P92 Seasky: Wasserflugzeugversion der P92 Echo mit Schwimmern
- P92 S Echo: Neu gestaltete Radverkleidungen, Motorhaube, Windschutzscheibe und Verkleidung, um den Luftwiderstand zu verringern. Erhältlich mit 81 PS Rotax 912U oder 100 PS Rotax 912S.
- P92 Echo Super: Mit 100 PS Rotax 912ULS.
- P92 J: verbesserte Version der Echo. Erhältlich mit 81 PS Rotax 912U.
- P92 JS: verbesserte Version der P92-J mit 100 PS Rotax 912S. Die Änderungen umfassen verkürzte Flügel-, Metall-Klappen, neu gestaltete Motorhaube und Verkleidungen.
- P92 2000RG: Rumpf neu gestaltet, kürzere Spannweite, Einziehfahrwerk. Mit 100 PS Rotax 912S Motor.
- P92 Eaglet: mit 100 PS Rotax 912 Motor, verfügt über Winglets

## Technische Daten
| Kenngröße             | Daten                                                                      |
| --------------------- | -------------------------------------------------------------------------- |
| Besatzung             | 1                                                                          |
| Passagiere            | 1                                                                          |
| Länge                 | 6,4 m                                                                      |
| Spannweite            | 9,3 m                                                                      |
| Höhe                  | 2,5 m                                                                      |
| Kabinenbreite         | 1,06 m                                                                     |
| Flügelfläche          | 13,2 m²                                                                    |
| Nutzlast              | 20 kg Gepäck                                                               |
| Leermasse             | 280 kg                                                                     |
| max. Startmasse       | 472,5 kg mit Deutscher UL Zulassung, Ausgelegt auf 600 kg                  |
| Reisegeschwindigkeit  | 185 km/h                                                                   |
| Höchstgeschwindigkeit | 210 km/h                                                                   |
| Startstrecke          | 200 m                                                                      |
| Landestrecke          | 250 m                                                                      |
| Dienstgipfelhöhe      | 4570 m                                                                     |
| Reichweite            | 500 km                                                                     |
| Triebwerke            | Vierzylinder Rotax 912 mit 80 oder 100 PS mit Zweiblatt GT-2/173 Propeller |